# Солоневич, Иван Лукьянович
Ива́н Лукья́нович Солоне́вич (1 (13) ноября 1891 года, Гродненская губерния, Российская империя — 24 апреля 1953, Монтевидео, Уругвай) — русский публицист, мыслитель, спортсмен, тренер, исторический писатель и общественный деятель. Один из предшественников или основоположников самбо, автор руководства «Самооборона и нападение без оружия» для издательства НКВД РСФСР (1928). Получил широкую известность как теоретик монархизма и непредрешенчества и автор книг об СССР («Россия в концлагере» и другие).
Участвовал в Белом движении и антисоветском подполье. Бежал из ИТЛ, жил в эмиграции в Финляндии, Болгарии, Германии, Аргентине и Уругвае. В разное время издавал газеты «Голос России» (в Болгарии) и «Наша страна» (в Аргентине). Организовал Народно-имперское («штабс-капитанское») движение, пропагандировал идею самобытной русской народной самодержавной демократической ограниченной монархии, критикуя при этом не только социализм, фашизм, социал-демократию, но и вообще любые попытки устройства государственной жизни России путём внедрения заимствованных извне идеологий («измов»). Изложил свои идеи, в том числе, в концептуальном труде «Народная монархия», написанном под влиянием труда Л. А. Тихомирова «Монархическая государственность». Считал, что народная монархия может быть идеалом, к которому необходимо будет стремиться, даже в том случае, если монархию восстановить не удастся, и формально в стране будет провозглашено другое политическое устройство.

## Биография

### Происхождение. Жизнь до революции
О месте рождения Ивана Солоневича у исследователей его биографии до сих пор не сложилось единого мнения. В документах, составлявшихся самим Солоневичем или же с его слов, как место рождения указываются по меньшей мере шесть населённых пунктов (Ухановец, Гродно, Новосёлки, Рудники, Шкурец и Цехановец). Долгое время в разных биографиях указывалось, что он родился в селе Рудники Пружанского уезда, однако исследователь И. П. Воронин, автор биографического исследования об Иване Солоневиче, указывает, что Рудники впервые были указаны как место его рождения в эссе И. Дьякова в 1991 году, и в дальнейшем эта информация была повторена другими авторами без проверки на достоверность. В материалах студенческого дела Солоневича, опубликованного Т. Д. Исмагуловой, как место рождения и крещения указывается местечко Цехановец Бельского уезда Гродненской губернии. Авторы книг о Солоневиче, Н. Никандров и И. Воронин, склонны считать эту версию истинной. Матерью его была дочь священника Юлия Викентьевна, в девичестве Ярушевич (младшая сестра историка А. В. Ярушевича), отцом сельский учитель Лукьян Михайлович, из крестьян. В семье, кроме Ивана, было ещё два брата Всеволод (1895 г.р.), Борис (1898 г.р.) и сестра Любовь (1900 г.р.). В начале нового века его родители разошлись, не оформляя развода, и отец в течение нескольких лет (до смерти Юлии в марте 1915) фактически имел две семьи. Вторая жена родила ему сына Евгения и двоих дочерей.. Иван позднее неоднократно укажет в своих статьях, что вырос в «мужицко-поповской семье», «очень консервативной и религиозно настроенной», в ней культивировались русская культура и традиции. Отец на всю жизнь привил Ивану представления о недопустимости разрешения общественных конфликтов насилием, эволюции как единственно допустимом способе государственного прогресса, неприкосновенности частной собственности. Отец Ивана полагал, что самодержавие создает наилучшие условия для народного развития и процветания и повлиял на основы будущей имперской идеологии Ивана. Впоследствии Л. М. Солоневич стал статистическим чиновником в Гродно, затем журналистом, редактором газеты «Гродненские губернские ведомости», а потом издателем газеты «Северо-Западная жизнь» — крупных изданий западнорусистской направленности. На него обратил внимание и оказывал поддержку (зачастую и своими деньгами) ставший в 1902 году губернатором Гродно П. А. Столыпин.
Иван Солоневич учился в Гродненской гимназии, помимо учёбы, он с братьями занимался гимнастикой в польском «Соколе». Вместе с другом Д. М. Михайловым пытался организовать русский «Сокол», но затея не нашла поддержки в обществе, и вскоре организация распалась. Когда отец Солоневича приступил к изданию газеты «Белорусская жизнь» (так с 1 января 1911 года по август 1911 года называлась «Северо-Западная жизнь»), Иван занял место его главного помощника. В 1912 году он экстерном сдал экзамены во 2-й Виленской гимназии, где и получил аттестат зрелости. Профессиональную деятельность начал как журналист в той же газете, которая носила теперь название «Северо-Западная жизнь», где стал печатать свои заметки на спортивные темы. После переезда в Петроград работал в газете «Новое время». С 1912 года он стал обращаться к серьёзным проблемам в публицистических статьях. В этот период заложилось мировоззрение Солоневича, его политические и жизненные убеждения. Ситуация в Северо-Западном крае в 1910-х годах была неспокойна. Несмотря на то, что в ходе столыпинских реформ были введены русские избирательные курии, позволявшие русским людям избирать своих представителей в Государственную думу, борьба за русское дело несла некоторую опасность. Как вспоминал Солоневич, два или три раза ему приходилась отстаивать с револьвером в руках свою типографию от еврейских революционеров. Несмотря на это, Иван Лукьянович никогда не был юдофобом, оправдывал революционность евреев антисемитизмом, всегда осуждал погромы и впоследствии осуждал «зоологический» антисемитизм, распространённый в правой среде. В то же время он считал оправданными процентную норму в учебных заведениях и существование черты оседлости в царской России тем, что мест в учебных заведениях было недостаточно, русским крестьянам было трудно поэтому поступать, а из-за низкого уровня образования русских торговцев за пределами черты оседлости они якобы не могли конкурировать с еврейскими. После ликвидации неграмотности в СССР в этих ограничениях, по его мнению, уже не было необходимости.
Сначала провалил вступительный экзамен на экономический отдел политехникума, но осенью 1913 года поступил на юридический факультет Петербургского университета, где требования к поступающим были не столь высокими. В числе сокурсников Солоневича был поэт Николай Гумилёв. Учась в университете, Солоневич не бросал работу секретаря редакции «Северо-Западной жизни», проживая попеременно в Петербурге и в Белоруссии (редакция находилась в Гродно, а с февраля 1913 года — в Минске). Не оставлял Солоневич и занятия спортом — на профессиональном уровне занимался борьбой, боксом и тяжёлой атлетикой (в минском отделении спортивного общества «Sanitas»), играл в футбол, выступал в роли судьи на футбольных матчах в Минске, а также принимал участие в создании минского русского «Сокола». В 1914 году занял 2-е место в первенстве России по тяжелой атлетике, включавшей в свой состав вольную борьбу. В 1914 году, нарушив университетский устав (не испросив разрешения у ректора), Солоневич женился на Тамаре Владимировне Воскресенской, преподавательнице французского языка и начинающей журналистке, дочери полковника В. И. Воскресенского, племяннице позднее ставшего его оппонентом адвоката и журналиста А. С. Шмакова. Проучился Иван в университете 6 семестров, до весны 1915 года, когда ему пришлось покинуть «альма-матер».

### Первая мировая война

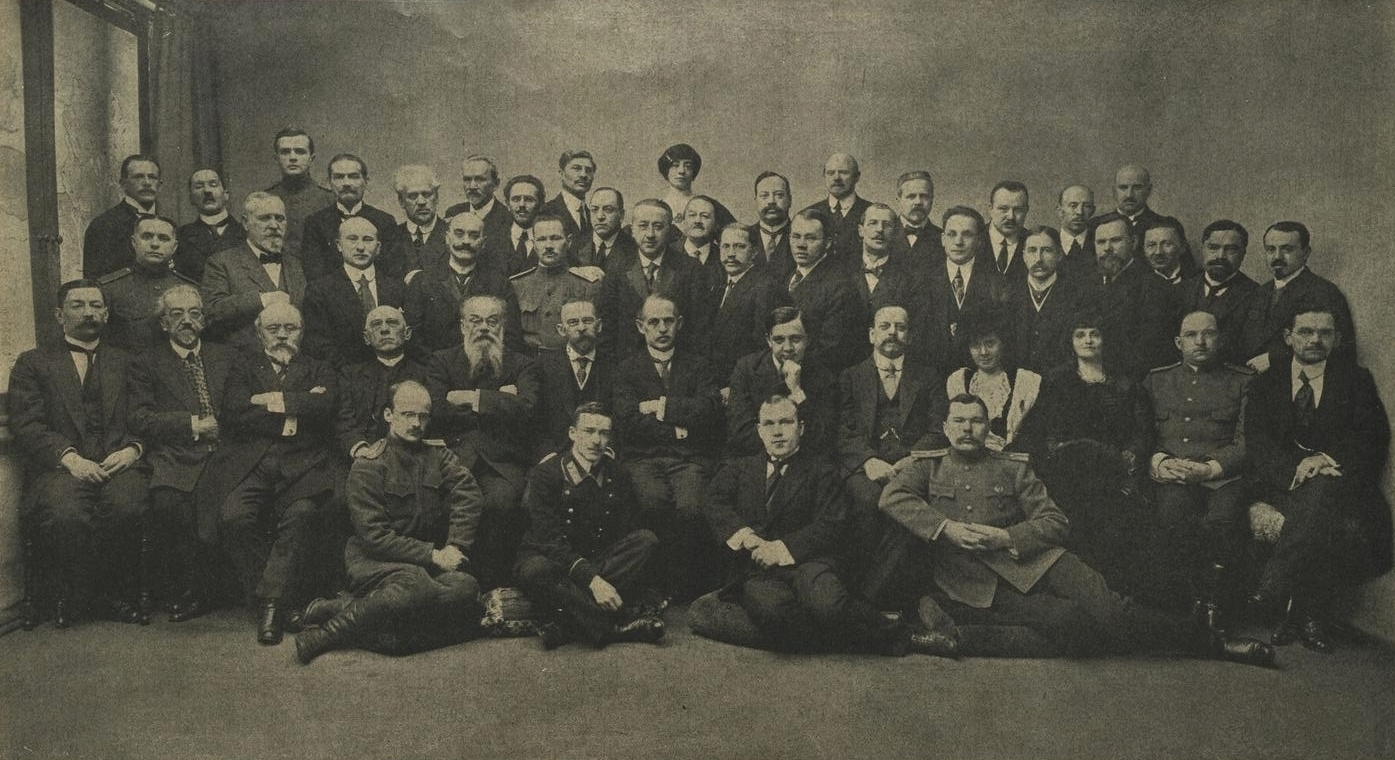
Группа сотрудников «Нового времени», 1916 год. И. Л. Солоневич во втором ряду (стоит), восьмой справа

Началась Первая мировая война, Солоневич выбыл из университета («за невнесение платежа», как гласит студенческое дело). В армию Солоневича не призвали из-за близорукости. 24 февраля 1915 года он стал издателем газеты «Северо-Западная жизнь», редакция которой была перемещена в Минск. В сентябре 1915 года из-за осложнения ситуации на фронте пришлось приостановить издание газеты, как оказалось, навсегда. Вернувшись в Санкт-Петербург, ему пришлось с самого нуля начинать карьеру, бегая по редакциям и занимаясь написанием различных разовых репортажей, поскольку имевшийся опыт работы в провинциальной печати оказался недостаточным для быстрого устройства на работу в столичные газеты. В то же время Солоневич считал, что не все газеты ему могут подходить, поскольку он очень сильно нуждаясь в заработке и не собирался изменять своим убеждениям («Монархия, православие, народ»). И даже испытывая сильный голод отвергал «розовые» либеральные веяния, которые в то время были распространены в столице. При содействии А. М. Ренникова Иван Солоневич устроился в газету «Новое время». Кроме того, он подрабатывал внештатным судебным хроникёром в нескольких петербургских газетах. 15 октября 1915 года родился единственный сын Солоневичей — Юрий. В начале августа 1916 года Иван Солоневич был призван в армию и зачислен ратником 2-го разряда в запасной батальон лейб-гвардии Кёксгольмского полка, но на фронт его не взяли из-за слабого зрения и определили в швейную мастерскую полка. Не удовлетворённый таким родом занятия, также как и службой в переплётной мастерской, Солоневич добился разрешения организовать спортивные занятия для учебной команды и спортивные развлечения для остальных солдат. Относительно свободный график (с 6 до 10 часов) позволял ему продолжать журналистскую работу. В январе 1917 года Солоневича комиссовали из-за прогрессирующей близорукости. В феврале он погасил 50 рублей недоимки в университете и был восстановлен в число студентов юридического факультета, однако к учёбе приступить Ивану не удалось из-за революционных событий. Поэтому, говоря впоследствии о своём образовании, Солоневич любил иронизировать: «Я, более или менее, окончил Санкт-Петербургский Императорский университет».
Вернувшись в штат «Нового времени», Солоневич в это предреволюционное время по поручению Б. А. Суворина занимался сбором информации о положении дел в столице.

### Революция и Гражданская война
Работая журналистом «Нового времени», Солоневич наблюдал Февральскую революцию и её последствия. После Февраля он вместе с группой студентов-атлетов пытался работать грузчиком, так как работа грузчика оплачивалась в пять раз выше работы журналиста (попытка вышла неудачной — не удалось наладить отношения с профессиональными грузчиками, ими был воспринят как оскорбление отказ студентов от денатурата, употреблявшегося грузчиками). В Петрограде начинался голод, и Солоневичу приходилось жить «чёрным рынком». Он вместе с двоюродным братом Тимофеем Степановичем Солоневичем (рабочим-металлургом, ранее зарабатывавшим на заводе Лесснера больше, чем Иван журналистикой) ездил в Лугу, Тосно и другие подобные места, где тратил редакционные авансы на покупку у крестьян хлеба, муки, сала. В это время он участвовал в студенческой милиции, организованной на общественных началах при Комитете военно-технической помощи с начала Февральской революции студентами-спортсменами. Но охрана порядка ими была успешной только при усилении студенческой милиции вооружёнными солдатами (например, 10 солдат на одного студента). Солоневич был начальником василеостровского отделения, а всего же в организации было около 700 пытавшихся охранять порядок студентов. Через А. М. Ренникова Солоневич связался с контрразведкой, а во время Корниловского выступления обратился к атаману А. И. Дутову, казачьи войска которого должны были поддержать выступление в Петрограде, с предложением помощи от студентов. В просьбе выдать им оружие Дутов отказал, о чём Солоневич впоследствии всю жизнь очень сожалел, будучи уверенным, что под его командованием вооружённая студенческая милиция помогла бы Корнилову или выступившая бы на защиту Зимнего дворца подчинённая П. И. Пальчинскому студенческая милиция могла бы воспрепятствовать переходу власти в руки большевиков, если бы была вооружена. Но ни сам Солоневич, ни другие члены студенческой милиции не пришли защищать Зимний дворец, где было много оружия и где обороной от большевиков руководил начальник студенческой милиции Петрограда..
После окончательного захвата власти в Петрограде большевиками после подавления восстания юнкеров (которых было намного больше, чем членов студенческой милиции) Иван с женой и братом Борисом бежал в Киев; в Гражданской войне был на стороне Белого движения, неоднократно менял место жительства, выполняя агентурные поручения, сотрудничая с И. М. Калинниковым, доставал секретные сведения, которые, как оказывалось, никто не читал и никому не пригодились. Работал в издаваемой под эгидой Киевского бюро Союза освобождения России газете «Вечерние огни» (выходившей с сентября по ноябрь 1919 года). В качестве корреспондента газеты он встречался с большевиком Д. З. Мануильским, в разговоре с которым высказал мысль о том, что большевизм обречён по причине отсутствия сочувствия масс, на что Мануильский ответил: «… да на какого же нам чёрта сочувствие масс? Нам нужен аппарат власти. И он у нас будет. А сочувствие масс? В конечном счёте — наплевать нам на сочувствие масс». Этот разговор имел большое значение для формирования взглядов Солоневича на Советскую власть.
В Киев к Ивану на несколько дней приезжал брат Борис, работавший в ОСВАГе. Ему он рассказывал о положении в Белой армии, о своём нежелании продолжать работу в агентстве, в котором постепенно сводилась к минимуму реальная контрразведывательная и пропагандистская деятельность. Средний брат Всеволод, воевавший в Армии Врангеля и служивший комендором на линкоре «Генерал Алексеев», умер в 1920 году.

### Жизнь в Советской России
Иван Солоневич продолжил свою подпольную деятельность в Одессе, куда он из Киева без семьи уехал на предпоследнем поезде под угрозой наступления красных (последним поездом из Киева ушёл бронепоезд, на котором служил его брат Всеволод). До начала 1920 года Иван Лукьянович сотрудничал в газете «Сын Отечества» и пытался организовать переезд жены с сыном в Одессу, чтобы эвакуироваться вместе с белыми. Во время эвакуации белых он заболел сыпным тифом и оказался в госпитале. Уже после эвакуации белых неожиданно приехали Тамара Солоневич с Юрой. Солоневичи поселились в частном доме, Иван Лукьянович организовал артель и занялся рыбной ловлей, а его жене удалось устроиться переводчицей на Одесскую радиостанцию. Солоневич сблизился с антисоветской группой, в которую входил его старый знакомый по Киеву С. Л. Войцеховский. По доносу старухи-садовницы в начале июня 1920 года Одесская ЧК вышла на подпольную организацию, в которой состоял Иван Солоневич, и его вместе с женой и ребёнком посадили в тюрьму. Через три месяца их освободили, так как не смогли доказать причастность к организации. Как выяснилось, им помог некий молодой еврей Шпигель, которому Солоневич когда-то оказал услугу. Имевший отношение к работе ЧК Шпигель выкрал не только все улики из дел Солоневичей, но и сами дела..
После выхода из тюрьмы они переехали в город Ананьев под Одессой, там их навещал Борис Солоневич. Братья организовали «бродячий цирк», гастролировали по сёлам, устраивая для крестьян силовые представления, борцовские и боксёрские поединки (некоторое время они выступали совместно с Иваном Поддубным). Плату получали съестными припасами. Летом 1921 года Иван Солоневич вернулся в Одессу. Сняв квартиру в центре Одессы, Солоневичи начали обустраиваться заново. Тамара первой получила работу, устроилась в АРА. Иван пошёл работать грузчиком, это позволяло добывать деньги и продовольствие. В 1922 году поступил на работу инструктором кооперации в кооператив 51-й дивизии. В 1921—1925 годах Солоневич заведовал реально не существовавшим «Первым одесским спортклубом», подчинённым Всевобучу, спортивной работой в котором руководила группа бывших «соколов», работал спортивным инструктором в Одесском продовольственном губернском комитете и инспектором Одесского совета физкультуры. На юге в это время проживал и Евгений Солоневич, промышлявший рыбной ловлей в Ялте. В 1924 году Иван Солоневич начал печататься в советской прессе — «Красном спорте» и «Вестнике физической культуры».
Осенью 1925 года Ивану Солоневичу, благодаря известности в спортивном мире, удалось найти работу председателем тяжело-атлетической секции Научно-технического комитета Высшего совета физкультуры. Тяжёлая атлетика тогда включала вольную борьбу и самооборону. Через год в Москву переехали и жена с сыном, а сам Солоневич получил работу инспектора физкультуры в Культ-отделе Центрального комитета ССТС. Жена устроилась переводчицей Комиссии внешних сношений при ВЦСПС. Солоневичи поселились в комнате брата Бориса, которую тот получил, работая инспектором физической подготовки Военно-Морского Флота, но так как он был сослан на Соловки, комната досталась Ивану. В квартире дома № 75 на Тверской улице, где жил Солоневич, было семь комнат, в которых ютились восемь семей, причём одна из них жила в ванной. Условия жизни в Москве тех времён были невыносимыми, и Солоневич с семьёй переехал за город, в Салтыковку (улица Луговая, 12), где ему удалось снять мансарду. Кроме спортивной работы, Солоневич занимался фоторепортажем, спортивной журналистикой, написал шесть книг на спортивную тематику, читал доклады на спортивную тематику, а также пытался зарабатывать на жизнь другими способами. В частности, Солоневич в 1928 году подготовил руководства объёмом свыше трёхсот страниц: «Гиревой спорт» для Книгоиздательства ВЦСПС и «Самооборона и нападение без оружия» для издательства НКВД РСФСР, публиковался в журналах «Физкультура и спорт», «Активист», «Вопросы стенографии и машинописи», «Теория и практика физкультурной работы», «Медицинский работник», «Нашей газете». Его неоднократно приглашали в «Динамо» для консультации тренеров общества. В 1927 году Ивану Солоневичу было предложено место заведующего клубом советского торгпредства в Англии, но назначению помешал дипломатический скандал, разгоревшийся между СССР и Англией из-за подозрений, что некоторые сотрудники советской торговой компании «АРКОС» занимались шпионажем. В 1928 году сорвалась заграничная командировка Солоневича за спортивным инвентарём — ОГПУ отказало в выдаче разрешения на выезд без объяснения причин. В 1930 году Солоневич был уволен из ССТС, и устроился на должность физкультурного инструктора в объединение промысловой кооперации. Тамара Солоневич впоследствии работала референтом Международного комитета горняков при Профинтерне, а с 1928 по 1931 год в берлинском торгпредстве, по возвращении из Германии вновь работала переводчицей, а в 1932 году заключила фиктивный брак с немецким гражданином и уехала в Германию. Иван и Борис приняли окончательное решение бежать из Советского Союза. С 1927 года Иван Солоневич регулярно ездил в Ленинград под прикрытием журналистской работы и занимался подготовкой к побегу. На квартире семьи Пржиялговских собиралось антисоветски настроенное общество, в которое тогда был внедрён секретный сотрудник Н. А. Бабенко, посвящённый в планы перехода границы.
Готовясь к побегу из СССР, Солоневич не прекращал журналистской деятельности и изучения советской действительности. За довольно короткий срок он успел совершить множество поездок, осуществлённых под видом командировок от редакций московских газет и журналов. Побывал на Урале, в Поволжье, Карелии, Дагестане, Абхазии, Сванетии. Так, свою поездку в Киргизию он описал в нескольких статьях в журнале «На суше и на море», в завуалированной форме повествуя о неэффективности советской системы социалистического строительства. Скрытой целью поездок являлась разведка возможностей побега через персидскую границу, но при ближайшем рассмотрении Солоневич пришёл к выводу, что побег семейной группы по такому маршруту совершить невозможно. (Уже в эмиграции Солоневич написал повесть «Памир», изданную в 1937 году и содержавшую описание реальных и вымышленных приключений Ивана Лукьяновича, его сына Юры и друга Зиновия Яковлевича Эпштейна).

### Попытки побега, трудовой лагерь, успешный побег из СССР
В сентябре 1932 года Солоневичи предприняли попытку совершить побег из Советского Союза через Карелию. Предприятие было тщательно подготовлено: разработан маршрут, заготовлено оружие и командировочные удостоверения, свидетельствовавшие о том, что Солоневич занят «сбором материалов для подготовки репортажей о северном крае». Группа, в которую, помимо Ивана, входили Юрий и Борис Солоневичи, жена Бориса Ирина Пеллингер, Е. Л. Пржиялговская и С. Н. Никитин, выехала в Карелию под видом туристов-охотников. От станции Кивач они дошли до реки Суны. У местного рыбака была арендована лодка, на которой беглецы доплыли до озера Суоярви и через лес от водопада Кивач направились в сторону финской границы. Но расчёты Ивана Солоневича добраться до Финляндии за неделю не оправдались из-за внезапно начавшихся дождей и холодной погоды, а также нахождения в зоне магнитной аномалии. Они не смогли сориентироваться по компасам, заблудились, Иван серьёзно заболел, и им пришлось вернуться. Ещё одна попытка, подготовленная в мае 1933 года, сорвалась из-за аппендицита сына Юрия.
Третья попытка была ещё более тщательно подготовлена, запланирована на сентябрь 1933 года, однако на этот раз к группе по протекции Пржиялговской присоединился её любовник, сексот «Прицельный» — Николай Бабенко, из-за донесений которого попытка сорвалась. Все участники побега — Иван с сыном Юрием, Борис с женой Ириной, знакомый Солоневичей Степан Никитин — были арестованы в поезде по дороге в Мурманск. В операции по задержанию группы участвовало 36 сотрудников ГПУ, переодетых в проводников и простых пассажиров. Задержанных доставили в Ленинград и поместили в Дом предварительного заключения на Шпалерной улице. Им вменялись организация контрреволюционного сообщества, ведение агитации против советской власти, шпионаж и подготовка к побегу за границу. Никитин, Иван и Борис были осуждены на трудовые работы на 8 лет, а Юрий на 3 года. Им ещё повезло: Постановление ВЦИК и СНК РСФСР о смертной казни за попытку побега из страны было принято 20 июля 1934 года. Их отправили на границу Ленинградской области и Карелии, в Подпорожское отделение трудового лагеря «Беломорско-Балтийский комбинат» (ББК).
Солоневичей не раз переводили с места на место, они сменили множество специальностей, в конце концов Иван сумел занять пост спортивного инструктора в ББК, а Борис работал доктором в Свирьлаге. Ивану Солоневичу очень помогли известность и связи из спортивного прошлого. По протекции старых знакомых он попал в лагерное общество «Динамо», а затем после внезапного перевода в Москву покровительствовавшего ему заместителя начальника ББК В. Радецкого возникла угроза отправки Ивана на Водораздел, в 250 километрах от финляндской границы. Это могло серьёзно затруднить планируемый побег, и Солоневич решился представить начальству план проведения «вселагерной спартакиады», за организацию которой он якобы горел желанием взяться. Начальству (в лице Д. В. Успенского) предложенный план пришёлся по душе, и Солоневич, получив широкие полномочия, принялся изображать бурную деятельность по подготовке спартакиады, попутно занимаясь сборами и разведкой маршрута побега. Заранее оформив для прикрытия командировки — двухнедельную в Мурманск для себя и пятидневные в Повенец и Пиндуши для Юрия, Иван скоординировал свои действия с Борисом (подтверждение даты побега было получено от него через доверенного человека). 28 июля 1934 года Иван и Юрий с разницей в три часа покинули лагерь, встретились в условном месте и из окрестностей станции Кивач Мурманской железной дороги двинулись в направлении села Койкири на реке Суне. Уже действовал закон о смертной казни за побег из СССР. Но им повезло: на шестнадцатый день побега отец и сын перешли на территорию Финляндии. В первой же финской семье, к жилью которой они вышли, их радушно встретили и проводили на пограничный пункт, где Солоневичи были обысканы и расспрошены, но отношение финских пограничников было в целом благожелательное, не такое, как к перебежчикам из Финляндии в СССР у советских пограничников. Его брат Борис вышел к финнам на два дня раньше. Иван предполагал, что семьи отца и брата Евгения пострадают из-за их побега, а, главное, его литературной деятельности. Но он так и не узнал, что их расстреляли.

### Эмиграция

#### Финляндия
В первые дни пребывания Солоневичей в Финляндии они попали под подозрение финской полиции в том, что являются агентами НКВД, так как двойной успешный побег из СССР с переходом охраняемой границы казался невероятным. После допросов, проведённых в Иломантси и Йоэнсуу, Иван с сыном были переведены в Хельсинки, где после освобождения от карантинного режима попали под наблюдение сразу с трёх сторон — со стороны финской контрразведки, со стороны Русского общевоинского союза (РОВС) (возглавлявший РОВС в Хельсинки генерал С. Ц. Добровольский был проинформирован о Солоневичах финнами) и со стороны НКВД, имевшего в Финляндии своих резидентов и агентов. Заместитель начальника ИНО НКВД А. А. Слуцкий направлял информацию о Солоневичах Г. Г. Ягоде, Я. С. Агранову, Г. Е. Прокофьеву, М. И. Гаю, Г. А. Молчанову.
Побег Солоневичей вызвал большой резонанс в среде русской эмиграции. Первыми с ними связались младороссы, к партии которых Солоневич относился скептически, критикуя их двойственную позицию в отношении советской власти и вождизм, присущий главе организации А. Л. Казем-Беку. И. Л. Солоневич вскоре познакомился с Т. В. Чернавиной, которая также вместе с маленьким сыном и мужем Владимиром Чернавиным в 1932 году сбежала из Соловецкого лагеря, через неё были налажены контакты с русским эмигрантским сообществом в Европе. Так, после статьи Чернавиной о Солоневичах в газете П. Н. Милюкова «Последние новости» Иван вступил в переписку с А. И. Гучковым, начавшим хлопотать о его переезде во Францию. Иван, Юрий и Борис (также после удачного побега переехавший в Хельсинки) зимой 1934—1935 годов работали грузчиками в порту, Иван писал книгу «Россия в концлагере», в которой описывал своё пребывание в лагере и своё видение жизни советского государства, а Борис составлял аналитические справки об СССР для РОВСа, контактировал с НСНП, сотрудничал с газетой «За Родину». В процессе налаживания связей с РОВСом на Бориса вышел В. В. Бастамов, который пытался выяснить, что представляют собой Солоневичи, отсылал информацию, получаемую от Бориса, руководителю внутренней линии генералу Н. В. Скоблину (который, как оказалось впоследствии, был тайным агентом НКВД). Председатель РОВС генерал Е. К. Миллер был осведомлён о Солоневичах и возлагал надежды на сотрудничество с ними.
Обеспокоенные возможными последствиями от вливания Солоневичей в антисоветскую деятельность эмиграции, чекисты начали попытки компрометировать братьев. Под руководством Б. Д. Бермана, хорошо осведомлённого о побеге Солоневичей и получавшего всю информацию о них, разрабатывалась операция по инсценировке «утечки секретных документов», в которых братья значились агентами НКВД, внедряющимися в РОВС, но вышестоящее начальство не поддержало эту инициативу из-за угрозы разоблачения реальных агентов, уже работавших в РОВСе. Вместо этого было решено подключить к делу Управление НКВД по Ленинградской области. Информация о том, что Солоневичи, несмотря на статус заключённых действительно были ранее (Иван) и даже на момент побега (Борис как инструктор) функционерами НКВД и якобы являются советскими агентами, поэтому их родственников не репрессировали, в начале января 1935 года была сообщена двойному агенту, о котором в НКВД было известно, что он передаёт сведения о своих контактах с чекистами финской тайной полиции. Вскоре в среде эмигрантов начали распространяться слухи об агентурной работе Солоневичей на НКВД, что осложнило братьям их деятельность.
Тем временем Иван Солоневич был занят подготовкой «России в концлагере». С 20 января 1935 года он начал по частям печатать книгу в газете «Последние новости». Солоневич постепенно стал приобретать известность и авторитет. Он выступал с лекциями, печатал статьи и очерки в журналах «Журнал Содружества», «Иллюстрированная Россия», «Современные записки», газете «Последние новости». Но пребывая в Финляндии, Солоневичи осознавали — чтобы вести активную антибольшевистскую борьбу, им нужно перебираться в Западную Европу, однако все попытки получить визы во Францию, Германию, Англию, Бельгию или даже Югославию были безуспешны. НКВД активно препятствовал переезду Солоневичей, используя для этого свою агентурную сеть. Так, в Германии были пущены в ход подложные письма генеральному консулу и гестапо, в которых утверждалось, что Солоневичи — советские агенты. В гестапо были приняты меры предосторожности, и начато расследование по этому вопросу, по всем пограничным пунктам разосланы указания по фамилии Solonewitsch, в результате чего все усилия РОВСа и, в том числе, лично А. А. фон Лампе получить визу не приводили к успеху. В сентябре 1935 года товарищ Бориса по гимназии, адъютант начальника 3-го отдела РОВС в Болгарии генерала Ф. Ф. Абрамова Клавдий Фосс пригласил братьев перебираться в Софию, обещая содействовать в получении виз. В 1936 году визы были получены, и при поддержке РОВСа, а также НКВД (на Лубянке понимали, что в случае получения визы в Германию Солоневичи могут уйти из-под наблюдения, так как с усилением контрразведки условия для агентурной работы там становились все менее удобными, тогда как в Болгарии они будут «под колпаком»), Солоневичи выехали в Болгарию.

#### Болгария
РОВС оплатил переезд Солоневичей в Болгарию, и они приехали 8 мая 1936 года. В Болгарии их уже ждали Клавдий Фосс и генерал Ф. Ф. Абрамов, а также его сын Н. Ф. Абрамов (как выяснилось впоследствии, агент НКВД). Вскоре по приезде Солоневичи познакомились с такими влиятельными людьми болгарской эмиграции, как начальник русского отдела тайной полиции А. А. Браунер и протопресвитер Г. И. Шавельский, а также были взяты «в разработку» резидентом НКВД В. Т. Яковлевым.
Иван Солоневич (который к тому времени окончательно порвал с «Последними новостями») сразу занялся организацией издания своей газеты. При содействии К. В. Левашова Солоневичу удалось получить в своё распоряжение убыточную газету «Голос Труда», и первый номер газеты, переименованной в «Голос России», вышел 18 июня 1936 года. В газете принимали участие Б. Л. Солоневич, В. В. Шульгин, В. А. Ларионов, С. Л. Войцеховский, Б. А. Суворин, И. И. Колышко и др. Открытый, бескомпромиссный стиль газеты вскоре пришёлся по душе простым читателям, и в дальнейшем Солоневич выработал свою концепцию того, для кого, по его мнению, предназначена его просветительская работа. В представлении Солоневича основная масса его сторонников — это некие эмигранты, которых он называл «штабс-капитанами», сознательно отстраняющиеся от политической борьбы, от партийных склок и амбиций эмигрантских вождей, но которые являются горячими патриотами России и готовы отдать все силы борьбе с большевизмом в составе народно-имперского движения. Тираж газеты в скором времени возрос с 2000 до 10 000 экземпляров, и издательство стало окупаться.
Видя успех газеты среди простых эмигрантов, Солоневич начал задумываться о какой-то организации, способной объединить людей для действия в случае возвращения в Россию. В конце июля 1936 года он предложил сотрудничество начальнику Отдела пропаганды РНСД барону А. В. Меллер-Закомельскому. Меллер-Закомельский одобрительно высказывался о газете, согласился на распространение газеты по всем отделениям РНСД, но отказался от создания «Антибольшевистской коалиции», так как, по его мнению, «время для таких коалиций не наступило». В ответ на призыв газеты к читателям о солидарности в разных странах стали стихийно возникать кружки единомышленников. Солоневич начал разработку «идеи Белой империи», что вылилось впоследствии в доктринальный труд «Белая империя». Помимо этого, Солоневич занимался изданием очерков «России в концлагере», которым было суждено принести Ивану Лукьяновичу мировую известность и финансовую независимость. Первый тираж в 2000 экземпляров был издан на деньги НСНП, второй на таких же условиях, а третий, в 3000 экземпляров, — уже на собственные средства. Книга была впоследствии издана более чем на 10 иностранных языках. Иван и Борис Солоневичи прочитали также серию докладов в разных городах Югославии.
Тем временем, по мере того как Солоневич отдалялся от РОВС, в РОВСе усиливались подозрения насчёт Солоневичей, переросшие впоследствии в настоящую манию подозрительности. Подогреваемые предостережениями генерала С. Ц. Добровольского, которые он не прекращал слать из Гельсингфорса, деятели «внутренней линии» проверяли всю корреспонденцию Солоневичей. Проверкой и копированием, а также анализом информации об адресатах занимались подчинённые Браунера и лично Н. Ф. Абрамов. Подозрения вызывали все внешние контакты братьев, переезд Тамары Солоневич в Софию и прочее, в высшие инстанции поступал вал донесений об их якобы подозрительном поведении. Дошло до того, что за Солоневичами было установлено наружное наблюдение. НКВД также вёл дело Солоневичей. Попытка проведения операции по захвату и вывозу кого-либо из них, инициированная Берманом, не получила развития, на Лубянке решили, что резидент В. Т. Яковлев в Софии удачно справляется с делом, и от подключения Одесского ОГПУ с их агентами было решено отказаться. В ИНО НКВД был разработан план операции по компрометации Солоневичей перед РОВСом. В советских журналах, которые получал Солоневич, были сделаны «наколки», имитировавшие шифр. 13 июля 1936 года была организована якобы случайная встреча на улице Бориса Солоневича с сотрудником советского посольства, до этого с ним не знакомым, на глазах у «наружки» РОВСа. Наблюдатели сфотографировали встречу и направили доклад Ф. Ф. Абрамову. Абрамов сообщил об этом генералу Е. К. Миллеру, а тот, в свою очередь, Н. В. Скоблину. Генерал Миллер не воспринял информацию категорично, но Фосс и Браунер настаивали на ликвидации Солоневичей. Боевиками РОВСа была даже предпринята без разрешения Абрамова (который опасался применять радикальные меры из-за боязни потерять доверие болгарских властей) попытка убийства, но она была предотвращена полицией. Слухи и подозрения в адрес Солоневичей не переставали распространяться среди эмиграции. Активно включилась в дискредитацию братьев партия младороссов, их орган «Бодрость» практически в каждом выпуске печатал материалы обличительного характера. Это заинтересовало НКВД, и резидентура комиссариата в Праге получила указание способствовать инициативе младороссов в дискредитации Солоневичей. Через некоего агента «А/1» предписывалось подключить к работе Бориса Чернавина, что и было выполнено — в пражской типографии Младороссийской партии была издана брошюра Чернавина «В союзе с Троцким: правда о бр. Солоневичах». С недоверием к Солоневичам относились и в ВФП Родзаевского. В Софии полпред СССР Ф. Ф. Раскольников поставил болгарское руководство в известность о том, что потакание провокационной деятельности «Голоса России» может привести к ухудшению советско-болгарских отношений. Иван и Борис Солоневичи были вызваны на допрос. В эмигрантской среде подозрения в адрес Солоневичей усилились, когда, вернувшись из поездки во Францию, Иван по просьбе Ф. Ф. Абрамова высказался в поддержку Скоблина и Н. В. Плевицкой, которых уже практически все открыто обвиняли в сотрудничестве с большевиками после похищения генерала Миллера.

В начале 1937 года по резолюции С. М. Шпигельгласа Германом Клесметом была начата подготовка устранения Ивана Солоневича. В Софии в течение около десяти месяцев готовили бомбу. 3 февраля 1938 года в дом на бульваре Царя Ивана Асеня II, где проживала семья Солоневичей и находилась редакция газеты, была под видом книг для Ивана Солоневича доставлена бомба. Бомба взорвалась, когда секретарь Николай Михайлов открывал посылку. Организаторы взрыва надеялись, что посылку будет открывать сам Иван Солоневич, но он в это время, вопреки обыкновению, спал, так как поздно лёг, и от взрыва погибли Н. Михайлов и Тамара. Иван и его сын Юрий не пострадали, а Борис к тому времени уже проживал в Бельгии. Полиции не удалось установить, кто принёс бомбу. Подозревали и тех членов РОВС, которые хотели убить Солоневичей ранее. Полиция конфисковала всю валюту Солоневичей, накопленную на чёрный день, предметы обстановки. Находясь в состоянии крайней подавленности и опасаясь угрозы новых покушений, Иван Солоневич воспользовался возможностью получить визу в Германию (где после взрыва и гибели Тамары подозрения в отношении Солоневичей были сняты) и 9 марта 1938 года с сыном покинул Болгарию.

#### Германия
Первые недели Иван Солоневич провёл в санатории в окрестностях города Обинга. Оправившись от психологической травмы, он приступил к возобновлению издательской и редакторской деятельности. В Софии изданием газеты занимался Левашов и «Общество друзей Голоса России», но вскоре издательство стало претерпевать непреодолимые трудности. Болгарское правительство боялось ухудшения отношений с СССР, и поэтому издание газеты «Голос России» было запрещено. Были предприняты попытки возобновить издание под названием «Наша газета» (запрещена после советской ноты) и в виде журнала «Родина», который прекратил существование после шести номеров.
Иван Солоневич получил широкую известность в Германии благодаря своей книге «Россия в концлагере», которая была издана на немецком языке в мае 1937 года в Эссене под названием «Потерянные: хроника неизвестных страданий» (нем. Die Verlorenen — Eine Chronik namenlosen Leidens). Книга стала популярна, в том числе и у немецкой интеллектуальной элиты и руководства НСДАП. Так, книгой заинтересовался сам Гитлер, её высоко оценили Геббельс, Геринг, граф Кайзерлинг и другие. Так, Геббельс в своих дневниках писал:

14.10.37. С ужасом читаю вторую часть «Потерянных» Солоневича. Да в России просто кромешный ад. Стереть с лица земли. Пусть исчезнет.

22.10.37. Читаю «Потерянных» дальше. Ужасно, ужасно, ужасно! Мы должны защитить Европу от этой чумы.

Солоневич выступал с лекциями и докладами как на русском, так и на немецком языках.
Приехав в Германию, Иван Солоневич вынужден был бороться со слухами о его помешательстве. Он вступил в переписку с В. В. Ореховым, редактором журнала «Часовой». Тот вначале воспринял его благоприятно, но затем, озабоченный жёсткой полемикой в адрес РОВС со стороны Солоневича, принял решение от него отмежеваться. Вскоре руководители РОВСа и других эмигрантских организаций, возмущённые критикой, которой подвергал Солоневич всю старую эмиграцию, начали новую кампанию против Солоневича. Обличительные материалы против него были опубликованы в «Галлиполийском вестнике», в «Царском вестнике», «Новом слове», «Последних новостях» и других европейских изданиях. От гнева возмущённых членов РОВСа пострадал Левашов в Софии — некий «молодой мужчина с военной выправкой» нанёс ему сильнейший удар кастетом в лицо.
Пожив какое-то время в Берлине, Иван Солоневич перебрался в Клайнмахнов, где также поселился Юрий с женой — художницей Ингой Доннер, так как советской разведке, по сведениям Службы безопасности, стал известен адрес их квартиры. Однако и тут их жизнь подвергалась опасности. Под их машину была заложена бомба, дом подвергнут обыску и разгрому. Из этого дома пришлось съехать на новую квартиру в Берлине. Проживая в Берлине, Солоневич старался поддерживать контакты с симпатизирующими ему русскими эмигрантами, такими как генерал В. В. Бискупский, барон А. В. Меллер-Закомельский, генерал А. В. Туркул, противостоя попыткам внести раздор в отношения с соратниками. Такие попытки не прекращались, в 1939 году неприятным сигналом для Солоневича стала статья «Жидовский наймит», размещённая в газете «Der Stürmer», как потом выяснилось, ближайшим соратником Ю. Штрайхера К. Хольцем. Для Солоневича это, вкупе с усилением давления на русские правые организации со стороны НСДАП, послужило поводом задуматься о переезде в другое государство.
18 мая 1938 года был создан «Национальный русский фронт» (НРФ), призванный объединить правые эмигрантские организации. Солоневич идейно поддерживал создание фронта, в который вошли Российский фашистский союз, Русский национальный союз участников войны, Российское национальное и социальное движение, кружки «друзей „Голоса России“», Русский национальный союз в Америке и примыкали (не вступая официально) отдельные ячейки «НТСНП», парижский кружок В. Ларионова «Белая идея», некоторые казачьи организации, редакция газеты «Возрождение» и Российский имперский союз. Но НРФ был закрыт немецким правительством, не успев толком проявить себя в какой-либо деятельности. Это ещё более разочаровало Солоневича в эмигрантских организациях, и он констатировал: «Ни одной действительно активной, действительно монархической организации у нас нет». Иван Лукьянович в своих статьях безжалостно обличал эмиграцию, не скупясь в эпитетах в адрес русских партий и их лидеров (прогерманских и антигерманских), что вызывало возмущение даже у его брата Бориса. Публикация в 1939 году Борисом в Париже брошюры «Не могу молчать» с подзаголовком «„Наша газета“, эмиграция, РОВС и И. Л. Солоневич» послужила поводом для окончательного разрыва и так весьма натянутых отношений между братьями. Август 1939 — публикация младоросской партией брошюры, обвиняющей Солоневичей в провокаторстве по заданию НКВД.. Единственной точкой соприкосновения Солоневича и большей части правой эмиграции оставалось его верноподданническое отношение к главе Российского Императорского дома Владимиру Кирилловичу, которого он всячески поддерживал как наследника престола. В частности, Солоневич с сыном участвовал в торжественном приёме, организованном русскими эмигрантами в Германии в честь приезда в Берлин Кирилла Владимировича, на котором трудами генерала В. В. Бискупского, Фабрициус де Фабриса и генерала А. А. Фон Лампе были собраны представители разрозненных организаций и движений.
В конце 1939 года Иван Солоневич был приглашён финскими военными для участия в организации антисоветской пропаганды в советско-финской войне. После встреч с генералом Вальденом и полковником Линдом Солоневич написал меморандум на имя премьер-министра Финляндии Ристо Рюти, однако приём ему не был оказан. Эта поездка дала Солоневичу представление о характере будущей войны на Востоке. В этот период он ещё верил в использование немецких возможностей для свержения большевизма и восстановления монархии в России. Он прикладывал большие усилия, чтобы убедить немцев в том, что попытки покорения России и уничтожения русского народа обречены на провал, и что единственная возможность победы над большевизмом — это война против коммунистов в сотрудничестве с антисоветскими силами и русским народом, в массе своей настроенном в патриотическом, антисоветском духе. В этом случае, по мнению Солоневича, ещё возможны были бы добрые отношения между возродившейся национальной Россией и Германией, в противном же случае — Германию ждёт поражение.
В это же время Солоневич начал активно работать над главным трудом своей жизни — «Белой империей» (впоследствии эта работа, дополненная и исправленная, была издана под названием «Народная монархия»). Отдельные статьи, которые должны были составить книгу, были опубликованы в «Нашей газете» до закрытия её в 1940 году, их распространяли среди соратников Солоневича. К его тезисам о построении независимой монархической России проявляло интерес и гестапо. Несколько раз сотрудник этого ведомства посещал Солоневича для конфиденциальных разговоров, данные о которых заносились в досье, а во время визита в Берлин В. М. Молотова 10—12 ноября 1940 года Солоневич был взят под арест, по объяснениям гестапо, чтобы его не заподозрили, если вдруг с Молотовым что-то случится.
Солоневич входил в контакт с военным руководством Рейха, с партийной верхушкой (об этом свидетельствуют дневниковые записи Геббельса 7 и 8 июня 1941 года):

07.06.41 Солоневич предлагает свое сотрудничество. Прямо сейчас я еще не могу его использовать, но наверняка смогу очень скоро.
08.06.41 Солоневич предлагает себя, чтобы работать против Москвы. Гестапо считает его подсадной уткой. Пускай за ним понаблюдают.
3 июля 1941 года, то есть через 10 дней после вторжения немецких войск на территорию СССР, в газете Der Angriff, на тот момент органе немецкого трудового фронта, появилась статья И. Л. Солоневича «„Патриоты“ и комиссары», в которой он, в частности, писал:

Кроме того нельзя упускать из виду, что в России живет прослойка в пять миллионов евреев. Они знают совершенно точно, что крушение большевизма станет их собственным крушением. В своих довоенных статьях в «Ангриффе» я писал: «Никакие патриотические и национальные лозунги не смогут отвратить ненависть русского народа от его истинного врага — еврейского комиссара».
После оккупации Белоруссии одним из чиновников министерства по восточным территориям Солоневичу была предложена работа в оккупационной администрации в Белоруссии. Солоневич отказался (впоследствии стало известно, что предложенный ему пост занял Фабиан Акинчиц). Он, в свою очередь, направил на имя Гитлера меморандум, в котором изложил свою позицию относительно немецкой политики, и заявил, что война против России и русского народа окончится разгромом и гибелью Германии.
В октябре 1941 года Иван Солоневич был вызван в Гестапо, где ему было приказано в трёхдневный срок покинуть Берлин и поселиться в Померании. Помимо того, ему было запрещено заниматься политической деятельностью и в том числе журналистикой. Солоневич для своей ссылки предпочёл Темпельбург, а вскоре переехал в его предместье, деревню Альт Драгайм, где регулярно отмечался в полицейском отделе. Там он познакомился с Рут Беттнер, молодой вдовой немецкого обер-лейтенанта, у которой брал уроки немецкого языка, а затем они поженились. Несколько раз Солоневич выезжал в Берлин, в частности для того, чтобы предупредить сына об опасности, нависшей над Берлином после объявления Гитлером войны США. Во время наездов в Берлин Солоневичу довелось пообщаться с А. А. Власовым, Г. Н. Жиленковым и Ф. И. Трухиным, которые произвели на него отталкивающее впечатление и не смогли убедить его присоединиться к работе РОА. Несмотря на то, что немецкое руководство оставило надежды на сотрудничество с Солоневичем, его труды продолжали использоваться в качестве антисоветской пропаганды, без его ведома издания «России в концлагере» и «Памира» распространялись на оккупированной территории, отрывки статей публиковались в немецких газетах.
В середине января 1944 года Солоневич с семьёй сына бежал из мест своей ссылки под угрозой советского плена. Первая длительная остановка после почти двух месяцев пути была сделана в имении Ниендорф у города Ратцебурга, где работал агрономом друг Юрия Солоневича. Там они встретили известие о капитуляции Германии, но вскоре были вынуждены покинуть имение, так как Солоневичем заинтересовались сотрудники Смерша (имение находилось на границе английской и советской оккупационных зон). Обосновались они в Винсене близ Гамбурга, там в госпиталь были помещены Инга и Рут, а Иван и Юрий работали подёнщиками на окрестных фермах. В конце концов по регистрационным спискам «перемещённых лиц» Солоневичи были приписаны к лагерю в Хальденау, но им удалось добиться разрешения поселиться в имении Аппельбек Холленштедтского района Ротенбургского округа.
Осенью 1946 года Солоневич встречался с П. В. Скаржинским, председателем Высшего монархического совета (ВМС). Они договорились об издании книги Солоневича на средства ВМС, но этот проект так и остался неосуществлённым. Входил в контакт Солоневич и с НТС, в котором у него было немало единомышленников, однако его отталкивало стремление НТС к подавлению других эмигрантских организаций, в том числе и монархических. Тяжёлая нужда, голод и постоянная угроза выдачи в СССР подгоняли Солоневича к переезду. С большим трудом ему удалось через IRO получить визу в Аргентину.

#### Аргентина
Солоневич с сыном и его семьёй приехал в Аргентину 29 июля 1948 года. На первых порах их поддержали его соратники в Буэнос-Айресе — выделили комнату, помогли возобновить издательскую деятельность. Едва освоившись в обстановке аргентинской эмиграции, Солоневич взялся за издание газеты. Первый номер газеты под названием «Наша страна» вышел 18 сентября 1948 года. Вскоре к газете присоединился переехавший в Аргентину В. Левашов (скрывавшийся под фамилией Дубровский) и его жена. К тому времени Солоневичи уже обитали на кинте в Дель-Висо, в 40 километрах от столицы. Дубровские поселились там же, а через несколько месяцев к ним присоединилась Рут Солоневич. Вокруг газеты Солоневича вскоре собрались авторы народно-монархической направленности, среди которых были Борис Башилов, М. М. Спасовский, Н. Потоцкий, М. В. Зызыкин, Б. Н. Ширяев, Н. Былов и другие.
Солоневич был не очень доволен обстановкой в аргентинской эмиграции, но принимал участие в общественной жизни. 5 сентября 1948 года он участвовал в эмигрантском собрании, на котором был учреждён «Союз русских людей имени генерал-фельдмаршала А. В. Суворова» под руководством генерала Б. А. Хольмстон-Смысловского. Солоневич участвовал также в создании организации «Государево служилое земство», официально зарегистрированной под названием «Лига Имперской Руси» (исп. Liga Imperial Rusa). Ведущую роль в этом объединении играли члены Российского имперского союза; в него вошёл также Высший монархический совет. В руководство организации входили Солоневич, возлагавший большие надежды на объединение под эгидой «Земства» монархической эмиграции, Н. И. Сахновский, полковник И. В. Федотьев и другие. Однако история «Земства» оказалась непродолжительной, и 26 февраля 1950 года оно было распущено.
В то же время Солоневич не ослаблял критики РОВС и НТС, а также «Славянского союза» и монархистов-«реакционеров». В ответ на это по эмиграции расползались старые слухи о сотрудничестве писателя с советскими спецслужбами. Слухами дело не ограничилось, в Тайную полицию были поданы доносы от ряда недругов Солоневича, среди которых были Н. А. Чоловский, Н. И. Сахновский и А. В. Ставровский. Исследователь Н. Никандров полагает, что против Солоневича мог выступить движимый вождистскими амбициями генерал Хольмстон-Смысловский, имевший контакт с Тайной полицией. Но всё могло быть и проще: книги Солоневича о его противостоянии всем видам социализма могли быть восприняты как критика перонизма. В июле 1950 года Солоневичу было предписано в трёхдневный срок покинуть Аргентину. Он выехал в Уругвай.

#### Уругвай
Первое время Иван Солоневич находился в Монтевидео, откуда перебрался на куриную ферму в департаменте Сорьяно, принадлежавшую В. Е. Леонтович-Неёловой. Финансовую поддержку ему оказывал американский коммерсант В. С. Макаров. Солоневич посвятил своё время дописыванию «Народной монархии», работе над романом «Две силы», а также освещению действительности и прогнозах на будущее в статьях на актуальные темы о России и её роли в мировой политике. Последние годы жизни он вместе с женой провёл в городе Атлантида, где они снимали дом на побережье. Солоневич надеялся в скором времени переехать в США, он уже получил соответствующее разрешение, в этом ему помог И. И. Сикорский, предоставивший ручательство.
Солоневич страдал анемией и запущенным раком желудка. 14 апреля 1953 года он был на средства, собранные жертвователями, помещён в Итальянский госпиталь в Монтевидео. Была произведена операция, но Солоневич умер 24 апреля.
После отпевания, совершенного его другом протопресвитером Александром Шабашевым, тело Солоневича было захоронено на Британском кладбище в Монтевидео.
Реабилитирован 20 июля 1989 года военной прокуратурой Ленинградского военного округа.

## Взгляды
Проблеме ограниченной демократической социальной народной монархии посвящён основной труд Солоневича «Народная монархия», где он чётко разграничивает абсолютизм и самодержавие как независимость от иностранцев и следование собственным традициям со сходами и Земскими соборами. Его становление как автора происходило под влиянием таких монархических идеологов, как Л. А. Тихомиров, М. О. Меньшиков и В. В. Розанов. Он был убеждён, что народная монархия есть единственный идеал формы государственного устройства, подходящей для России. В то же время сама по себе народная монархия может быть установлена только при согласии всего народа.

Никакие мерки, рецепты, программы и идеологии, заимствованные откуда бы то ни было извне, — неприменимы для русской государственности, русской национальности, русской культуры… Политической организацией Русского народа на его низах было самоуправление, а политической организацией народа в его целом было Самодержавие… Царь есть прежде всего общественное равновесие. При нарушении этого равновесия промышленники создадут плутократию, военные — милитаризм, духовные — клерикализм, а интеллигенция — любой «изм», какой только будет в книжной моде в данный исторический момент.
— И. Л. Солоневич. Народная монархия
Не поддерживая этнический («зоологический») национализм, Солоневич в то же время соглашался с тем, что русская национальная идея есть определяющая идея российской государственности. 

Русская Империя со времен «начальной летописи» строилась по национальному признаку. Однако, в отличие от национальных государств остального мира, русская национальная идея всегда перерастала племенные рамки и становилась сверхнациональной идеей, как русская государственность всегда была сверхнациональной государственностью, — однако, при том условии, что именно русская идея государственности, нации и культуры являлась, является и сейчас, определяющей идеей всего национального государственного строительства России.— И. Л. Солоневич. Народная монархия.
В «Народной монархии» Солоневич подвергал критике отвлечённую идею человечества, подчёркивая, что не существует всеобъемлющих исторических законов, и в каждую эпоху для различных обществ и народов существовали свои особые («здесь и сейчас») закономерности. Каждый из человеческих народов самостоятельно творит свою судьбу в истории. Высшей исторической целью для русского народа Солоневич считал создание империи. Он полагал, что самую необычную империю в истории сотворил русский народ, и в этом заключалась всемирная роль русского народа и «вселенскость» русской идеи. Вслед за славянофилами и почвенниками Солоневич давал отрицательную оценку петровским преобразованиям, из-за которых Россия всё дальше уходила от идеала народной монархии, а под влиянием Запада элита — дворянство и затем интеллигенция — отрывались от народной почвы; а всеобщая «европеизация» обернулась трагедией для простого русского народа, потерявшего естественную связь с собственным интеллектуальным слоем, что привело в конечном итоге к падению монархии в России. Выходом Солоневич считал возврат русского народа к своим истокам посредством восстановления «народной», «социальной» монархии во всей её полноте «от царского престола до сельского схода».
Будучи «стопроцентным белорусом», Солоневич был твёрдо убеждён в единстве русского народа в трёх его ветвях — белорусской, великорусской и малорусской. В этом его можно считать продолжателем традиций «западнорусизма» — белорусского общественно-политического течения, отстаивающего общерусские идеалы.
В отличие от другого лидера непредрешенцев, Ильина, который считал СССР принципиально новым государственным образованием, с другими целями и убеждениями, Солоневич, тоже будучи непредрешенцем, видел в СССР Российскую империю, но извращённую в своей основе, с извращённой коммунистической «религией». Россия, по мнению Солоневича, прежде всего — империя. Православная вера и внутренняя государственность, заложенные в фундамент русского менталитета, самосознания, даже при его извращении — причины империализма России. «Империя — это мир. Внутренний национальный мир»
Солоневич изучал коммунистическую идею, качество продукции при социализме (глава «О казанской сироте и о качестве продукции» «России в концлагере»), историческую перспективу и методы (этой теме посвящено несколько глав «России в концлагере»).
Солоневич осуждает антисемитизм, ксенофобию (он сам был белорусом), нетерпимость к самоуправлению русского народа в целом прежнего русского национализма.
В своих статьях «Великая фальшивка февраля» и «Миф о Николае II» рассматривает и анализирует причины февральских событий 1917 года. Солоневич практически не критикует Николая II, а большее внимание уделяет анализу процессов, происходивших в обществе, задач, стоявших перед Царём, предательству правящего «слоя», поставившего свои интересы выше интересов России, что привело к изоляции царя, и в конечном итоге — к красному террору.

## Основные труды
- Решительный бой // Вечерние огни : газета. — Киев, 12 (25) октября 1919. Архивировано 31 мая 2008 года.
- Народная монархия. — Буэнос-Айрес: Наша страна, 1973. — ISBN 0503020200-009. — Репринтное воспроизведение: М.: Изд. и рекламно-инф. фирма «Феникс» ГАСК СК СССР, 1991. — 512 с. — ISBN 5-7652-0009-5
- Россия в концлагере// Последние новости, 1935—1936, № 5050-5477
- Народная монархия. — М.: Алгоритм, 2011. — 624 с. — ISBN 978-5-4320-0051-4.
- Миф о Николае Втором // Наша страна. — март — июнь 1949.
- Трагедия Царской Семьи // Наша страна. — май 1952. — № 122—123.
- Цареубийцы // Голос России. — 1938 (?).
- Политические тезисы Российского Народно-Имперского (штабс-капитанского) движения. — Шанхай: Белая империя, 1941.
- Идеи — люди — организация // Наша страна. — 1948, 25 декабря. — № 8.
- Два занавеса // Наша страна. — 1949, 10 декабря. — № 33.
- Самодержавие, конституция и марксизм // Наша страна. — 1950. — № 39.
- Россия, революция и еврейство
- Великая фальшивка февраля
- Белая Империя, статьи 1936—1940 — М., 1997. — ISBN 5-89097-005-4
- Диктатура импотентов. социализм, его пророчества и их реализация
- Диктатура сволочи // «Русское Слово», М.,1995 (выдержки из сборника «Диктатура слоя» — составление, предисловие и название — Сергей Жариков)
- Две силы. Борьба за ядерное владычество над миром. Роман из советской действительности. — Уругвай, с 1948.

### На иностранных языках
- Die Verlorenen (нем.). — 5. Auf. — Essen: Essener-Verlag, 1937.
- The soviet Paradise Lost (англ.). — New York: The Paisley Press, Inc, 1938.
- Russia in Chains (англ.). — London: Williams and Norgate Ltd, 1938.
- Het «proletarische» paradijs Russland een concentratiekampf (нид.). — Den Haag: W. P. Van Stockum & Zoon N. V, 1937.
- Rosja w obozie koncentracyjnym (пол.). — Lwow: Nakladem Sekretariatu Porozumiewawczego Polsckich Organizacyi Spolecznych we Lwowie, 1938.
- Rosko za mrizemi (чешск.). — Praha: Prapor Ruska.
- Russija u konclogoru (сербохорв.) / Urednik dr. J. Adric. — Zagreb: Knjiznica dobrich romana, 1937.
- Иван Солоњевич. Народна монархиjа/Превод Зоран Буљīuћ. — Београд: Центар за изучавање Традициjе «Укрониjа», 2014 (серб.)

## Упоминания в массовой культуре
- «Последний рыцарь империи» (2014) — документально-игровой фильм Сергея Дебижева. Съемки проходили в г. Москве, Санкт-Петербурге, Берлине, Мюнхене, Вене, Буэнос- Айресе и Монтевидео.